# Пасинкі (Білостоцький повіт)
Пасинкі (пол. Pasynki) — село в Польщі, у гміні Заблудів Білостоцького повіту Підляського воєводства.
Населення — 87 осіб (2011).
У 1975-1998 роках село належало до Білостоцького воєводства.

## Демографія
Демографічна структура станом на 31 березня 2011 року:
|          | Загалом | Допрацездатний вік | Працездатний вік | Постпрацездатний вік |
| -------- | ------- | ------------------ | ---------------- | -------------------- |
| Чоловіки | 47      | 14                 | 28               | 5                    |
| Жінки    | 40      | 11                 | 21               | 8                    |
| Разом    | 87      | 25                 | 49               | 13                   |